# Stenochroma
Stenochroma es un género de escarabajos de la familia Cerambycidae. 

## Especies
Las especies incluidas en el género son:
- Stenochroma aurivilliana Vives, Bentanachs y Chew, 2009
- Stenochroma borneense Vives, Bentanachs y Chew, 2009
- Stenochroma cheyi Vives, Bentanachs y Chew, 2009
- Stenochroma deliensis Bentanachs, 2011
- Stenochroma gahani (Achard, 1911)
- Stenochroma hefferni Vives, Bentanachs y Chew, 2009
- Stenochroma holzschuhi Bentanachs, Vives y Chew, 2012
- Stenochroma jakli Bentanachs y Drouin, 2013
- Stenochroma jirouxi Vives, Bentanachs y Chew, 2009
- Stenochroma malayana Bentanachs y Drouin, 2013
- Stenochroma punctigera (Pascoe, 1869)
- Stenochroma similis Bentanachs, Vives y Chew, 2012
- Stenochroma sumatrana Vives, Bentanachs y Chew, 2009